# Onthophagus academus
Onthophagus academus là một loài bọ cánh cứng trong họ Bọ hung (Scarabaeidae).